# Lijst van gouwleiders

Standaard van een Gauleiter.

Deze lijst is een opsomming van personen die de politieke rang van gouwleider (Gauleiter) hadden in het nazi-rangensysteem.
Van de 93 voormalig gouwleiders van de NSDAP zijn er:
- 16 gouwleiders pleegden zelfmoord na de onvoorwaardelijke overgave van nazi-Duitsland;
- 8 gouwleiders werden geëxecuteerd door de geallieerden na de oorlog;
- 2 gouwleiders werden geëxecuteerd door de SS;
- 2 gouwleiders zijn overleden in Sovjet-gevangenschap;
- 1 gouwleider (Karl Wahl) publiceerde zijn memories in 1954;
- 3 gouwleiders bevonden zich rond 1954 nog in het gevang;
- 10 gouwleiders waren rond 1954 nog vrij man.

## Lijst
Dit is een lijst van gouwen en gouwleiders, met de periode van in functie zijn:
| Gevangengezet, later vrij gelaten en overleden als een vrij man | Overleden in gevangenschap, behalve zelfmoord of geëxecuteerd | Zelfmoord gepleegd | Geëxecuteerd of vermoord | Omgekomen tijdens gevechten | Natuurlijke dood of door een ongeluk | Lot onbekend of onduidelijk |

| Gouwleider (Gauleiter)    | Gouw (Gau)                                                   | Periode                  | Lot |
| ------------------------- | ------------------------------------------------------------ | ------------------------ | --- |
| Herbert Albrecht          | Gouw Mecklenburg (Gau Mecklenburg)                           | 1930 – 1931              | Overleden op 13 juni 1945 in München, Amerikaanse bezettingszone in Duitsland                                                            |
| Karl Benz                 | Gouw Hessen-Darmstadt (Gau Hessen-Darmstadt)                 | 1932 – 1933              | Datum van overlijden onbekend. |
| Ernst Wilhelm Bohle       | NSDAP/AO                                                     | 1933 – 1945              | Gevangen gezet in 1949, overleden op 9 november 1960 in Düsseldorf, West-Duitsland                                                       |
| Fritz Bracht              | Gouw Opper-Silezië (Gau Oberschlesien)                       | 1941 – 1945              | Zelfmoord gepleegd op 9 mei 1945 in Bad Kudowa, Groot-Duitse Rijk (hedendaags Polen)                                                     |
| Josef Bürckel             | Gouw Rheinpfalz (Gau Rheinpfalz)                             | 1926 – 1935              | Overleden op 28 september 1944 in Neustadt an der Weinstraße                                                                             |
| Josef Bürckel             | Gouw Saarland (Gau Saarland)                                 | 1933 – 1935              | Overleden op 28 september 1944 in Neustadt an der Weinstraße                                                                             |
| Josef Bürckel             | Rijksgouw Wenen (Reichsgau Wien)                             | 1939 – 1940              | Overleden op 28 september 1944 in Neustadt an der Weinstraße                                                                             |
| Josef Bürckel             | Gouw Pfalz–Saar (Gau Pfalz–Saar)                             | 1935 – 1944              | Overleden op 28 september 1944 in Neustadt an der Weinstraße                                                                             |
| Helmuth Brückner          | Gouw Silezië (Gau Schlesien)                                 | 1925 – 1934              | Overleden in Sovjet-gevangenschap in 1951 of 1954                                                                                        |
| Walter von Corswant       | Gouw Pommeren (Gau Pommern)                                  | 1928 – 1931              | Overleden op 12 december 1942 in Greifswald. Andere literatuur geeft aan als datum van overlijden 18 januari 1943                        |
| Léon Degrelle             | Rijksgouw Wallonië (Reichsgau Wallonien)                     | 1944 – 1945              | Ontsnapt naar Spanje in 1945 waar hij overleed op 31 maart 1994 in Málaga, Spanje                                                        |
| Artur Dinter              | Gouw Thüringen (Gau Thüringen)                               | 1925 – 1927              | Overleden op 21 maart 1948 in Offenburg, Baden                                                                                           |
| August Eigruber           | Rijksgouw Oberdonau (Reichsgau Oberdonau)                    | 1939 – 1945              | Geëxecuteerd in Beieren op 28 mei 1947                                                                                                   |
| Joachim Albrecht Eggeling | Gouw Magdeburg-Anhalt (Gau Magdeburg-Anhalt)                 | 1935 – 1937              | Zelfmoord gepleegd op 15 april 1945 in Halle (Saale)                                                                                     |
| Joachim Albrecht Eggeling | Gouw Halle-Merseburg (Gau Halle-Merseburg)                   | 1938 – 1945              | Zelfmoord gepleegd op 15 april 1945 in Halle (Saale)                                                                                     |
| Otto Erbersdobler         | Gouw Niederbayern (Gau Niederbayern)                         | 1929 – 1932              | Overleden op 25 oktober 1981 in West-Duitsland                                                                                           |
| Walter Ernst              | Gouw Halle-Merseburg (Gau Halle-Merseburg)                   | 1925 – 1926              | Omgekomen tijdens gevechten in maart 1945 in de buurt van Pelplin, Groot-Duitse Rijk (hedendaags Polen)                                  |
| Friedrich Karl Florian    | Gouw Düsseldorf (Gau Düsseldorf)                             | 1929 – 1945              | Gevangengezet tot 1951, overleden op 24 oktober 1975 in Mettmann, West-Duitsland                                                         |
| Albert Forster            | Rijksgouw Danzig-West-Pruisen (Reichsgau Danzig-Westpreußen) | 1930 – 1945              | Geëxecuteerd in Mokotów gevangenis, Warschau, Polen op 28 oktober 1952                                                                   |
| Peter Gemeinder           | Gouw Hessen-Darmstadt (Gau Hessen-Darmstadt)                 | 1931                     | Overleden op 30 augustus 1931 in Mainz                                                                                                   |
| Karl Gerland              | Gouw Keur-Hessen (Gau Kurhessen)                             | 1944 – 1945 (waarnemend) | Omgekomen tijdens gevechten op 21 april 1945 bij Frankfurt (Oder)                                                                        |
| Paul Giesler              | Gouw Westfalen-Süd (Gau Westfalen-Süd)                       | 1941 – 1943              | Zelfmoord gepleegd op 8 mei 1945 |
| Paul Giesler              | Gouw München-Oberbayern (Gau München-Oberbayern)             | 1944 – 1945              | Zelfmoord gepleegd op 8 mei 1945 |
| Joseph Goebbels           | Gouw Berlin-Brandenburg (Gau Berlin-Brandenburg)             | 1926 – 1929              | Zelfmoord gepleegd in Berlijn op 1 mei 1945                                                                                              |
| Joseph Goebbels           | Gouw Berlijn (Gau Berlin)                                    | 1929 – 1945              | Zelfmoord gepleegd in Berlijn op 1 mei 1945                                                                                              |
| Odilo Globocnik           | Rijksgouw Wenen (Reichsgau Wien)                             | 1938 – 1939              | Zelfmoord gepleegd in Brits-gevangenschap op 31 mei 1945                                                                                 |
| Arthur Greiser            | Rijksgouw Wartheland (Reichsgau Wartheland)                  | 1939 – 1945              | Geëxecuteerd in Poznań, Volksrepubliek Polen op 21 juli 1946                                                                             |
| Wilhelm Grimm             | Gouw Midden-Franken (Gau Mittelfranken)                      | 1928                     | Overleden op 21 juli 1944 tijdens een auto-ongeluk in Coswig (Anhalt), nazi-Duitsland                                                    |
| Josef Grohé               | Gouw Köln-Aachen (Gau Köln-Aachen)                           | 1931 – 1945              | Gevangengezet tot 1950, overleden op 27 december 1987 in Kalk (Keulen), West-Duitsland                                                   |
| Anton Haselmayer          | Gouw Hessen-Nassau-Süd (Gau Hessen-Nassau-Süd)               | 1925 – 1926              | Datum van overlijden onbekend. |
| Heinz Haake               | Gouw Rheinland–Süd (Gau Rheinland–Süd)                       | 1925                     | Overleden in Brits-gevangenschap op 17 september 1945 in Velen                                                                           |
| Ludolf Haase              | Gouw Hannover-Süd (Gau Hannover-Süd)                         | 1927 – 1928              | Overleden op 3 oktober 1972 in West-Duitsland                                                                                            |
| Karl Hanke                | Gouw Neder-Silezië (Gau Niederschlesien)                     | 1941–1945                | Gevangengenomen en vermoord door Tsjechische-partizanen op 8 juni 1949 in Nová Ves nad Popelkou, Groot-Duitse Rijk (hedendaags Tsjechië) |
| Otto Hellmuth             | Gouw Neder-Franken (Gau Unterfranken)                        | 1928 – 1945              | Gevangengezet tot 1955, zelfmoord gepleegd op 20 april 1968 in Reutlingenn, West-Duitsland                                               |
| Konrad Henlein            | Rijksgouw Sudetenland (Reichsgau Sudetenland)                | 1939 – 1945              | Zelfmoord gepleegd op 10 mei 1945 in Amerikaans-gevangenschap in Pilsen, Tsjecho-Slowakije                                               |
| Friedrich Hildebrandt     | Gouw Mecklenburg (Gau Mecklenburg)                           | 1925 – 19301931 – 1945   | Geëxecuteerd in Beieren op 8 november 1948 in de gevangenis van Landsberg, Landsberg am Lech                                             |
| Paul Hinkler              | Gouw Halle-Merseburg (Gau Halle-Merseburg)                   | 1926 – 1930              | Zelfmoord gepleegd op 13 april 1945 in Nissmitz, nazi-Duitsland                                                                          |
| Franz Hofer               | Rijksgouw Tirol (Reichsgau Tirol)                            | 1932 – 1933              | Ontsnapt uit gevangenschap in 1948, overleden op 18 februari 1975 in Mülheim an der Ruhr, West-Duitsland                                 |
| Franz Hofer               | Rijksgouw Tirol-Vorarlberg (Reichsgau Tirol-Vorarlberg)      | 1938 – 1945              | Ontsnapt uit gevangenschap in 1948, overleden op 18 februari 1975 in Mülheim an der Ruhr, West-Duitsland                                 |
| Albert Hoffmann           | Gouw Westfalen-Süd (Gau Westfalen-Süd)                       | 1943 – 1945              | Overleden in Heiligenrode bij Bremen op 26 augustus 1972                                                                                 |
| Paul Hofmann              | Gouw Magdeburg-Anhalt (Gau Magdeburg-Anhalt)                 | 1933                     | Overleden op 16 oktober 1980 in Berlin-Wilmersdorf                                                                                       |
| Hans-Albert Hohnfeldt     | Rijksgouw Danzig-West-Pruisen (Reichsgau Danzig-Westpreußen) | 1926 – 1928              | Datum van overlijden onbekend. Andere website vermeld dat hij overleden is op 31 juli 1948?                                              |
| Emil Holz                 | Gouw Brandenburg (Gau Brandenburg)                           | 1929 – 1930              | Waarschijnlijk overleden na 1930? |
| Karl Holz                 | Gouw Franken (Gau Franken)                                   | 1942 – 1945              | Omgekomen tijdens gevechten op 20 april 1945 in Neurenberg                                                                               |
| Rudolf Jordan             | Gouw Halle-Merseburg (Gau Halle-Merseburg)                   | 1930 – 1937              | Gevangengezet in de Sovjet-Unie tot 1955, overleden op 27 oktober 1988 in München, West-Duitsland                                        |
| Rudolf Jordan             | Gouw Magdeburg-Anhalt (Gau Magdeburg-Anhalt)                 | 1938 – 1945              | Gevangengezet in de Sovjet-Unie tot 1955, overleden op 27 oktober 1988 in München, West-Duitsland                                        |
| Hugo Jury                 | Rijksgouw Niederdonau (Reichsgau Niederdonau)                | 1939 – 1945              | Zelfmoord gepleegd op 8 mei 1945 in Zwettl, Neder-Oostenrijk                                                                             |
| Wilhelm Karpenstein       | Gouw Pommern (Gau Pommern)                                   | 1931 – 1934              | Overleden op 2 mei 1968 in Lauterbach (Hessen), West-Duitsland                                                                           |
| Karl Kaufmann             | Gouw Rheinland–Nord (Gau Rheinland–Nord)                     | 1925 – 1926              | Gevangengezet met tussenpozen tot 1953, overleden op 4 december 1969 in Hamburg, West-Duitsland                                          |
| Karl Kaufmann             | Gouw Ruhr (Gau Ruhr)                                         | 1926 – 1929              | Gevangengezet met tussenpozen tot 1953, overleden op 4 december 1969 in Hamburg, West-Duitsland                                          |
| Karl Kaufmann             | Gouw Hamburg (Gau Hamburg)                                   | 1929 – 1945              | Gevangengezet met tussenpozen tot 1953, overleden op 4 december 1969 in Hamburg, West-Duitsland                                          |
| Josef Klant               | Gouw Hamburg (Gau Hamburg)                                   | 1925 – 1926              | Overleden in september 1927? |
| Hubert Klausner           | Rijksgouw Karinthië (Reichsgau Kärnten)                      | 1939 – 1940              | Overleden op 12 februari 1939 in Wenen                                                                                                   |
| Erich Koch                | Gouw Oost-Pruisen (Gau Ostpreußen)                           | 1928 – 1945              | Overleden op 12 november 1986 in gevangenschap in de staatsgevangenis van Barczewo, Volksrepubliek Polen                                 |
| Albert Krebs              | Gouw Hamburg (Gau Hamburg)                                   | 1927 – 1928              | Overleden op 26 juni 1974 in Hamburg, West-Duitsland                                                                                     |
| Wilhelm Kube              | Gouw Ostmark (Gau Ostmark)                                   | 1928–1933                | Vermoord door Sovjet-partizanen op 22 september 1943 in Minsk, Groot-Duitse Rijk                                                         |
| Wilhelm Kube              | Gouw Kurmark (Gau Kurmark)                                   | 1933 – 1936              | Vermoord door Sovjet-partizanen op 22 september 1943 in Minsk, Groot-Duitse Rijk                                                         |
| Franz Kutschera           | Rijksgouw Karinthië (Reichsgau Kärnten)                      | 1940 – 1941              | Geëxecuteerd door Poolse-verzetsstrijders op 1 februari 1944 in Warschau, Groot-Duitse Rijk (hedendaags Polen)                           |
| Hartmann Lauterbacher     | Gouw Südhannover-Braunschweig (Gau Südhannover-Braunschweig) | 1940 – 1945              | Ontsnapt uit gevangenschap op 25 februari 1948, overleden op 12 april 1988 in Seeon-Seebruck, Beieren, West-Duitsland                    |
| Robert Ley                | Gouw Rheinland–Süd (Gau Rheinland–Süd)                       | 1925 – 1931              | Aangeklaagd op de Processen van Neurenberg, maar pleegde op 25 oktober 1945 zelfmoord in zijn cel voordat de processen waren begonnen    |
| Wilhelm Friedrich Loeper  | Gouw Magdeburg-Anhalt (Gau Magdeburg-Anhalt)                 | 1927 – 19331934 – 1935   | Overleden op 23 oktober 1935 in Dessau, nazi-Duitsland                                                                                   |
| Hinrich Lohse             | Gouw Hamburg (Gau Hamburg)                                   | 1928 – 1929              | Gevangengezet tot 1951, overleden op 25 februari 1964 in Mühlenbarbek, West-Duitsland                                                    |
| Hinrich Lohse             | Gouw Sleeswijk-Holstein (Gau Schleswig-Holstein)             | 1925 – 1945              | Gevangengezet tot 1951, overleden op 25 februari 1964 in Mühlenbarbek, West-Duitsland                                                    |
| Walter Maaß               | Rijksgouw Danzig-West-Pruisen (Reichsgau Danzig-Westpreußen) | 1928 – 1930              | Datum van overlijden onbekend. |
| Franz Maierhofer          | Gouw Oberpfalz (Gau Oberpfalz)                               | 1929 – 1932              | Omgekomen tijdens gevechten op 22 augustus 1943, ongeveer 8 km ten noorden van Charkov                                                   |
| Friedrich Mengeringhausen | Gouw Hessen-Darmstadt (Gau Hessen-Darmstadt)                 | 1927 – 1931              | Datum van overlijden onbekend. |
| Alfred Meyer              | Gouw Westfalen-Nord (Gau Westfalen-Nord)                     | 1932 – 1945              | Zelfmoord gepleegd op 11 april 1945 bij de Wezer, nazi-Duitsland                                                                         |
| Eugen Munder              | Gouw Württemberg-Hohenzollern (Gau Württemberg-Hohenzollern) | 1925 – 1928              | Overleden op 20 november 1952 |
| Wilhelm Murr              | Gouw Württemberg-Hohenzollern (Gau Württemberg-Hohenzollern) | 1928 – 1945              | Zelfmoord gepleegd in Frans-gevangenschap op 14 mei 1945 in Egg (Vorarlberg), Oostenrijk                                                 |
| Martin Mutschmann         | Gouw Sachsen (Gau Sachsen)                                   | 1925 – 1945              | Geëxecuteerd op 14 februari 1947 in Loebjanka, Moskou, Sovjet-Unie                                                                       |
| Hans Nieland              | NSDAP/AO                                                     | 1930 – 1933              | Gevangengezet tot 1948, overleden op 29 augustus 1976 in Reinbek, West-Duitsland                                                         |
| Franz Pfeffer von Salomon | Gouw Westfalen (Gau Westfalen)                               | 1925 – 1926              | Overleden op 12 april 1968 in München, West-Duitsland                                                                                    |
| Friedrich Rainer          | Rijksgouw Salzburg (Reichsgau Salzburg)                      | 1939 – 1941              | Geëxecuteerd op 19 juli 1947 in Ljubljana, Joegoslavië                                                                                   |
| Friedrich Rainer          | Rijksgouw Kärnten (Reichsgau Kärnten)                        | 1942 – 1944              | Geëxecuteerd op 19 juli 1947 in Ljubljana, Joegoslavië                                                                                   |
| Fritz Reinhardt           | Gouw Niederbayern (Gau Niederbayern)                         | 1928 – 1930              | Gevangengezet tot 1950, overleden op 17 juni 1969 in Regensburg, West-Duitsland                                                          |
| Carl Röver                | Gouw Weser-Ems (Gau Weser-Ems)                               | 1929 – 1942              | Overleden op 15 mei 1942 in Berlijn, nazi-Duitsland                                                                                      |
| Ludwig Ruckdeschel        | Gouw Bayerische Ostmark (Gau Bayerische Ostmark)             | 1945                     | Gevangengezet tot 1952, overleden in 1986 in West-Duitsland                                                                              |
| Bernhard Rust             | Gouw Hannover-Nord (Gau Hannover-Nord)                       | 1925 – 1928              | Zelfmoord gepleegd op 8 mei 1945 in Nübel, Kreis Schleswig-Flensburg Sleeswijk-Holstein                                                  |
| Bernhard Rust             | Gouw Zuid-Hannover-Brunswijk (Gau Südhannover-Braunschweig)  | 1928 – 1940              | Zelfmoord gepleegd op 8 mei 1945 in Nübel, Kreis Schleswig-Flensburg Sleeswijk-Holstein                                                  |
| Fritz Sauckel             | Gouw Thüringen (Gau Thüringen)                               | 1927 – 1945              | Schuldig bevonden in de Processen van Neurenberg, geëxecuteerd 16 oktober 1946 in Neurenberg, Amerikaanse bezettingszone in Duitsland    |
| Gustav Adolf Scheel       | Rijksgouw Salzburg (Reichsgau Salzburg)                      | 1941 – 1945              | Gevangengezet met tussenpozen tot 1953, overleden op 25 maart 1979 in Hamburg, West-Duitsland                                            |
| Hans Schemm               | Gouw Opper-Franken (Gau Oberfranken)                         | 1928 – 1933              | Overleden als gevolg van verwondingen van een vliegtuigongeluk op 5 maart 1935 in Bayreuth                                               |
| Hans Schemm               | Gouw Bayerische Ostmark (Gau Bayerische Ostmark)             | 1933 – 1935              | Overleden als gevolg van verwondingen van een vliegtuigongeluk op 5 maart 1935 in Bayreuth                                               |
| Bruno Gustav Scherwitz    | Gouw Oost-Pruisen (Gau Ostpreußen)                           | 1925 – 1927              | Datum van overlijden onbekend. |
| Baldur von Schirach       | Rijksgouw Wien (Reichsgau Wien)                              | 1940 – 1945              | Schuldig bevonden in de Processen van Neurenberg, gevangengezet voor 20 jaar, overleden op 8 augustus 1974 in Kröv, West-Duitsland       |
| Ernst Schlange            | Gouw Berlin-Brandenburg (Gau Berlin-Brandenburg)             | 1925 – 1926              | Overleden in Sovjet-gevangenschap in 1947. Andere website spreekt van overleden in KZ Sachsenhausen.                                     |
| Ernst Schlange            | Gouw Brandenburg (Gau Brandenburg)                           | 1930 – 1933              | Overleden in Sovjet-gevangenschap in 1947. Andere website spreekt van overleden in KZ Sachsenhausen.                                     |
| Fritz Schlessmann         | Gouw Essen (Gau Essen)                                       | 1940 – 1945 (waarnemend) | Gevangengezet tot 1950, overleden op 31 maart 1964 in Dortmund, West-Duitsland                                                           |
| Gustav Hermann Schmischke | Gouw Magdeburg-Anhalt (Gau Magdeburg-Anhalt)                 | 1925 – 1928              | Datum van overlijden onbekend. |
| Walther Schultze          | Gouw Kurhessen (Gau Kurhessen)                               | 1926 – 1927              | Overleden op 16 augustus 1979 in Krailling, West-Duitsland                                                                               |
| Walther Schultze          | Gouw Hessen-Nassau-Süd (Gau Hessen-Nassau-Süd)               | 1926 – 1927              | Overleden op 16 augustus 1979 in Krailling, West-Duitsland                                                                               |
| Franz Schwede             | Gouw Pommern (Gau Pommern)                                   | 1935 – 1945              | Gevangengezet tot 1956, overleden op 19 oktober 1960 in Coburg, West-Duitsland                                                           |
| Gustav Simon              | Gouw Moezelland (Gau Moselland)                              | 1931 – 1945              | Gevangengenomen door het British Army, zelfmoord gepleegd door verhanging op 18 december 1945 in Paderborn                               |
| Jakob Sprenger            | Gouw Hessen-Nassau-Süd (Gau Hessen-Nassau-Süd)               | 1927 – 1933              | Zelfmoord gepleegd op 7 mei 1945 in Kössen, Oostenrijk                                                                                   |
| Jakob Sprenger            | Gouw Hessen-Nassau (Gau Hessen-Nassau)                       | 1933 – 1945              | Zelfmoord gepleegd op 7 mei 1945 in Kössen, Oostenrijk                                                                                   |
| Willi Stöhr               | Gouw Pfalz–Saar (Gau Pfalz–Saar)                             | 1944 – 1945              | Ontsnapt naar Canada Datum van overlijden onbekend.                                                                                      |
| Gregor Strasser           | Gouw Niederbayern–Oberpfalz (Gau Niederbayern–Oberpfalz)     | 1925 – 1929              | Geëxecuteerd tijdens de Nacht van de Lange Messen op 30 juni 1934 in Berlijn, nazi-Duitsland                                             |
| Julius Streicher          | Gouw Franken (Gau Franken)                                   | 1929 – 1940              | Schuldig bevonden in de Processen van Neurenberg, geëxecuteerd op 16 oktober 1946                                                        |
| Emil Stürtz               | Gouw Kurmark (Gau Kurmark)                                   | 1939 – 1945              | Vermist zins 21 april 1945, uitspraak dood verklaard van 24 augustus 1957 met datum van 31 mei 1945                                      |
| Otto Telschow             | Gouw Lüneburg-Stade (Gau Lüneburg-Stade)                     | 1925 – 1928              | Gevangengenomen door het British Army, zelfmoord gepleegd op 31 mei 1945 in Lüneburg, Britse bezettingszone in Duitsland                 |
| Otto Telschow             | Gouw Osthannover (Gau Osthannover)                           | 1925 – 1945              | Gevangengenomen door het British Army, zelfmoord gepleegd op 31 mei 1945 in Lüneburg, Britse bezettingszone in Duitsland                 |
| Josef Terboven            | Gouw Essen (Gau Essen)                                       | 1928 – 1945              | Zelfmoord gepleegd in Noorwegen op 8 mei 1945                                                                                            |
| Theodor Vahlen            | Gouw Pommern (Gau Pommern)                                   | 1925 – 1927              | Overleden op 16 november 1945 in Praag, Tsjecho-Slowakije                                                                                |
| Siegfried Uiberreither    | Rijksgouw Steiermark (Reichsgau Steiermark)                  | 1939 – 1945              | Ontsnapt uit de gevangenis in 1948, mogelijk overleden op 29 december 1984 in Sindelfingen, West-Duitsland                               |
| Fritz Wächtler            | Gouw Bayerische Ostmark (Gau Bayerische Ostmark)             | 1935 – 1945              | Geëxecuteerd door de SS op 19 april 1945 in Waldmünchen, nazi-Duitsland                                                                  |
| Adolf Wagner              | Gouw München-Oberbayern (Gau München-Oberbayern)             | 1933 – 1944              | Overleden op 12 april 1944 in Bad Reichenhall, nazi-Duitsland                                                                            |
| Josef Wagner              | Gouw Ruhr (Gau Ruhr)                                         | 1929 – 1931              | Vermoord op 22 april 1945 of 2 mei 1945 door de SS of Sovjet-troepen                                                                     |
| Josef Wagner              | Gouw Silezië (Gau Schlesien)                                 | 1934 – 1940              | Vermoord op 22 april 1945 of 2 mei 1945 door de SS of Sovjet-troepen                                                                     |
| Josef Wagner              | Gouw Westfalen-Süd (Gau Westfalen-Süd)                       | 1932 – 1941              | Vermoord op 22 april 1945 of 2 mei 1945 door de SS of Sovjet-troepen                                                                     |
| Robert Heinrich Wagner    | Gouw Baden-Elsaß (Gau Baden-Elsaß)                           | 1925 – 1945              | Geëxecuteerd in Frankrijk op 14 augustus 1946 in Fort van Roppe, Belfort, Frankrijk                                                      |
| Karl Wahl                 | Gouw Schwaben (Gau Schwaben)                                 | 1928 – 1945              | Gevangengezet tot 1948, overleden op 18 februari 1981 in Vaterstetten, West-Duitsland                                                    |
| Paul Wegener              | Gouw Weser-Ems (Gau Weser-Ems)                               | 1942 – 1945              | Gevangengezet tot 1951, overleden op 5 mei 1993 in Wächtersbach, Duitsland                                                               |
| Karl Weinrich             | Gouw Kurhessen (Gau Kurhessen)                               | 1927 – 1943              | Gevangengezet tot 1950, overleden op 22 juli 1973 in Hausen, West-Duitsland                                                              |
| Jef van de Wiele          | Rijksgouw Vlaanderen (Reichsgau Flandern)                    | 1944 – 1945              | Gevangengezet voor 17 jaar, overleden op 4 september 1979 in Brugge, België                                                              |
| Hans Zimmermann           | Gouw Franken (Gau Franken)                                   | 1940 – 1941              | Overleden in 1984 in Bayreuth, West-Duitsland                                                                                            |